# Viaducto (métro de Mexico)
Viaducto est une station de la Ligne 2 du métro de Mexico, située au sud de Mexico, dans les délégations Benito Juárez et Iztacalco.

## La station
La station est ouverte en 1970.
Son nom fait référence au Viaduc Miguel Aleman, situé au nord de la station. Son symbole représente le carrefour routier qui forme l'intersection de la Calzada (chaussée) de Tlalpan et du Viaduc Miguel Aleman, sous lequel court le Rio de la Piedad.
Cette station a vu le pire accident de l'histoire du réseau, une collision de deux trains qui a causé 31 morts et 70 blessés le 20 octobre 1975. Cet accident a suscité un débat autour de l'installation du pilote automatique.